# Lothar Kusche

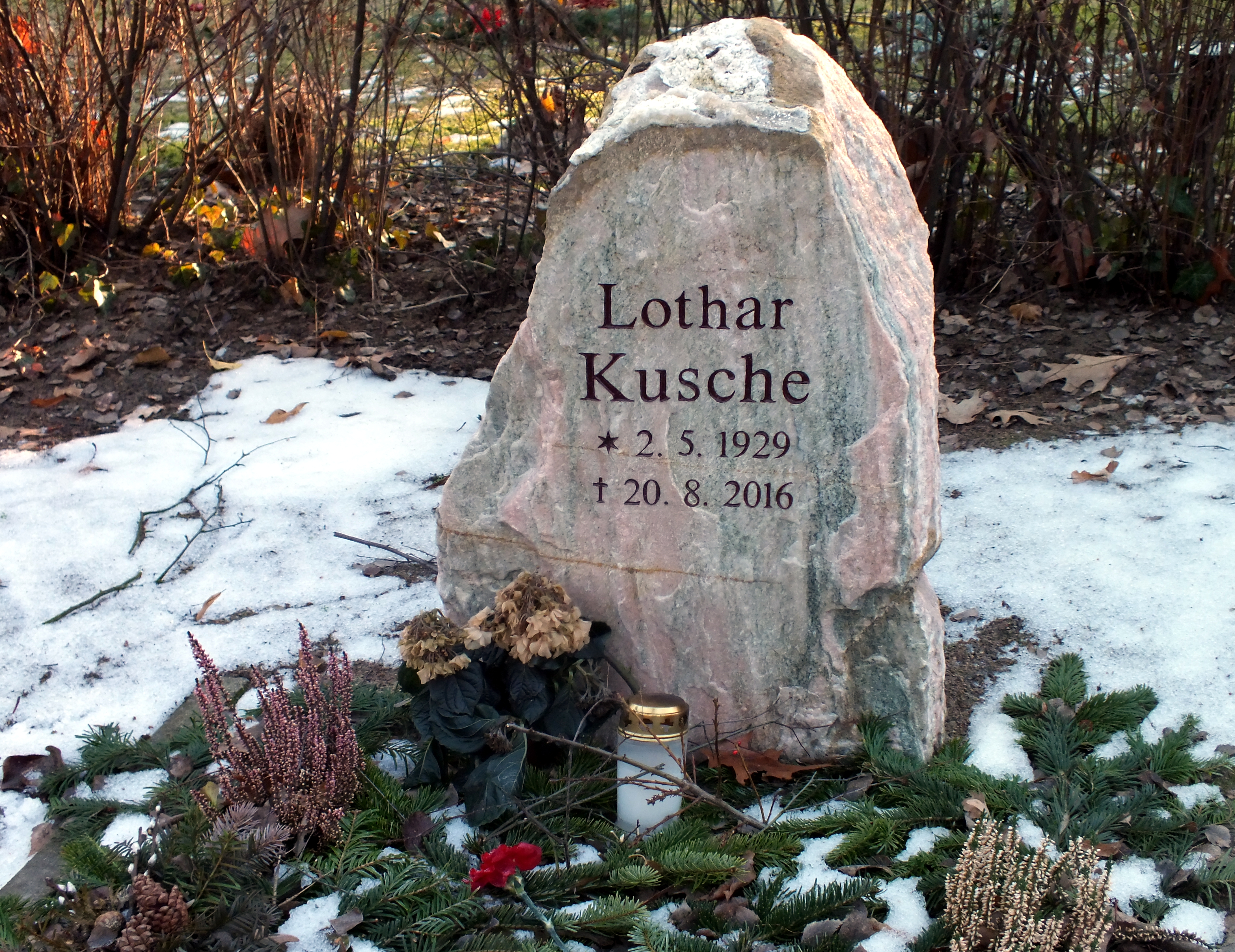
Grab auf dem Zentralfriedhof Friedrichsfelde im Ortsteil Berlin-Lichtenberg

Lothar Kusche (* 2. Mai 1929 in Berlin; † 20. August 2016 ebenda) war ein deutscher Feuilletonist, Schriftsteller und Satiriker, der vor allem in der DDR bekannt wurde.

## Leben und Schaffen

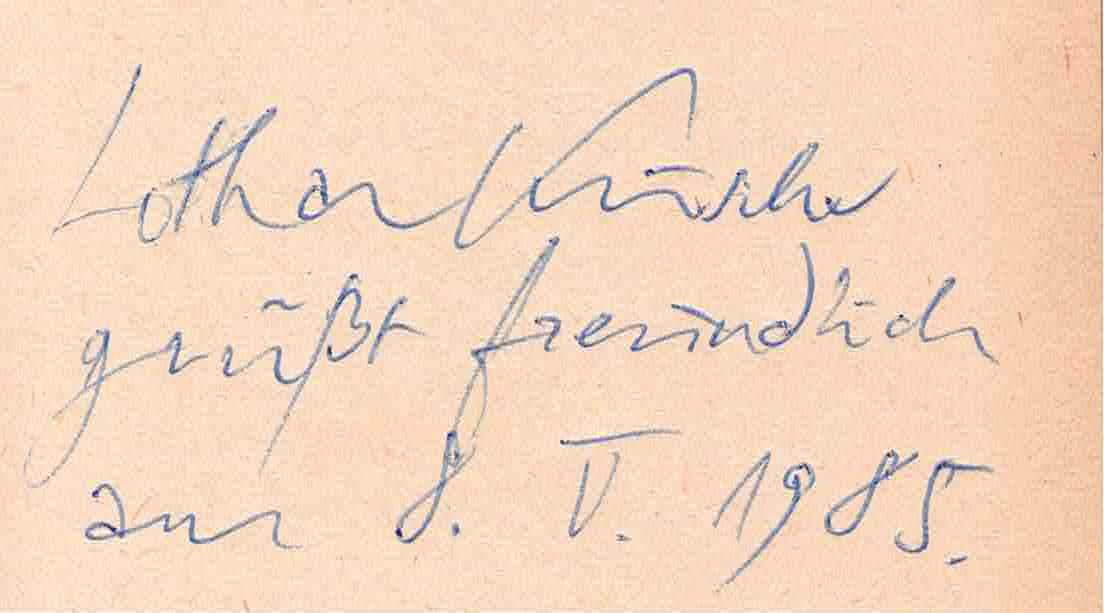
Autogramm von Lothar Kusche

Der aus bürgerlichen Verhältnissen stammende Kusche wuchs in Berlin auf. Nach dem Krieg arbeitete er in Ost-Berlin als Redakteur für verschiedene satirische Zeitschriften. Seine Texte erschienen unter anderem in der (DDR-)Weltbühne und dem Ulenspiegel, teilweise unter dem Pseudonym Felix Mantel. Insgesamt erreichten seine im Aufbau-Verlag und im Eulenspiegel Verlag erschienenen Bücher eine Auflage von mehr als 2,5 Millionen Exemplaren. Zeitweise war Kusche stellvertretender Chefredakteur der Weltbühne und Dramaturg am Kabarett Die Distel. Er verfasste auch humorvolle Reiseberichte über Sibirien (Kein Wodka für den Staatsanwalt) und Großbritannien (Quer durch England in anderthalb Stunden) sowie Drehbücher. Er spielte 1971 in der DEFA-Komödie Der Mann, der nach der Oma kam, zu der er auch das Szenarium nach einer Geschichte seiner damaligen Ehefrau Renate Holland-Moritz geschrieben hatte, in einer Nebenrolle mit.
Kusches Satiren orientierten sich vor allem an Kurt Tucholsky.  Sie werden als „relativ unpolitisch“ eingeschätzt. Er war Mitglied im PEN-Zentrum Deutschland und Ehrenmitglied in Bobrowskis Neuem Friedrichshagener Dichterkreis, der vom Ministerium für Staatssicherheit (MfS) im operativen Vorgang „Ahornkreis“ wegen „staatsgefährdender Propaganda und Hetze“ bearbeitet wurde. Bereits 1956 hatte das MfS mit gleichem Vorwurf gegen Kusche ermittelt, weil er zur „Gruppe der Tonbandparodisten Walter Ulbrichts“ gehört hatte.
Kusche war mit Gina Presgott und später mit Renate Holland-Moritz verheiratet. Seine Grabstätte befindet sich in der Reihe Künstlergräber des Zentralfriedhofs Friedrichsfelde.

## Auszeichnungen
- 1960: Heinrich-Heine-Preis des Ministeriums für Kultur der DDR
- 1973: Heinrich-Greif-Preis
- 1984: Nationalpreis der DDR III. Klasse für Kunst und Literatur
- 1989: Werner-Klemke-Preis für berlinisches Denken und Sprechen[4]
- 2007: Kurt-Tucholsky-Preis (zusammen mit Otto Köhler)

## Publikationen (Auswahl)
- Das bombastische Windei und andere Feuilletons. Aufbau, Berlin 1958, DNB 452662419.
- Wie streng sind denn im Sowjetland die Bräuche? 110 feuilletonistische Auskünfte. Aufbau, Berlin 1958, DNB 452662400.
- Nanu, wer schießt denn da? 1960.
- Überall ist Zwergenland. 1960.
- Quer durch England in anderthalb Stunden. Illustrationen von Elizabeth Shaw. Aufbau Verlag, Berlin, DDR 1961.
- Immer wieder dieses Theater. 1962.
- Unromantisches Märchenbuch. 1962.
- Käse und Löcher. 1963.
- Eine Nacht mit sieben Frauen. Geschichten und Feuilletons. Aufbau Verlag, Berlin, DDR 1964.
- mit Renate Holland-Moritz: Guten Morgen, Fröhlichkeit. 1967.
- Kein Wodka für den Staatsanwalt. Kleiner Ausflug in die große Taiga. Aufbau Verlag, Berlin, DDR 1967.
- Wie man einen Haushalt aushält. Eulenspiegel Verlag, Berlin, DDR 1971.
- Der gerissene Film. Allen geduldigen Kinogängern und Fernsehern freundlichst gewidmet. Illustrationen von Elizabeth Shaw. Eulenspiegel Verlag, Berlin, DDR 1973.
- Die Patientenfibel. Für Patienten und solche, die es nicht werden wollen. Illustrationen von Elizabeth Shaw. Eulenspiegel Verlag, Berlin, DDR 1973.
- Vorsicht an der Bahnsteigkante. Gewidmet allen Dienstreisenden, Urlaubern und Leuten, die lieber zu Hause bleiben. Illustrationen von Elisabeth Shaw. Eulenspiegel Verlag, Berlin, DDR 1975.
- Lothar Kusche’s Drucksachen. Geschichten, Feuilletons und Satiren aus zwei Jahrzehnten. Illustrationen von Klaus Vonderwerth. Eulenspiegel Verlag, Berlin, DDR 1976.
- Knoten im Taschentuch. Illustrationen von Elizabeth Shaw. Eulenspiegel Verlag, Berlin, DDR 1980.
- Donald Duck siehe unter Greta Garbo. Einige Stichworte über Nordamerika. Illustrationen von Thomas Schleusing. Eulenspiegel Verlag, Berlin, DDR 1981.
- Der Mann auf dem Kleiderschrank. Geschichten und andere Späße. Eulenspiegel Verlag, Berlin, DDR 1985.
- Nasen, die man nicht vergißt. Illustrationen von Elizabeth Shaw. Eulenspiegel Verlag, Berlin, DDR 1987.
- Das verpaßte Krokodil. Geschichten und Feuilletons. Illustrationen von Klaus Vonderwerth. Verlag Tribüne, Berlin, DDR 1988.
- Ost-Salat mit West-Dressing. Unernste Vordergründe mit Hintergedanken. Mit Karikaturen von Wolfgang Schubert. edition ost. Berlin, 1993, ISBN 3-929-16106-0
- Der Feinfrostmensch und andere positive Helden. Illustrationen von Reiner Schwalme. Eulenspiegel Verlag, Berlin 1994.
- Das Stau-Buch. Geschichten für den Stop-and-go-Verkehr. Mit Karikaturen von Wolfgang Schubert. edition ost, Berlin 1995.
- Neue Patientenfibel. Für Patienten und solche, die es nicht werden wollen. Illustrationen von Elizabeth Shaw. Eulenspiegel Verlag, Berlin 1998.
- Was hat Napoleon auf St. Helena gemacht? 28 Ausflüge & Einblicke. Eulenspiegel, Berlin 2000, ISBN 3-359-00983-5.
- Wo die Rosinenbäume wachsen. Illustrationen von Elisabeth Shaw. Eulenspiegel, Berlin 2004, ISBN 3-359-01482-0.
- Ich bin tot, und das kam so … Eulenspiegel, Berlin 2009, ISBN 978-3-359-02218-3.

## Filmografie (Auswahl)
- 1952: Der Augenzeuge 1952/49 (Autor Bildkommentar)
- 1954: Eine Modeplauderei (DEFA-Kurzfilm, Buch mit Max Jaap)
- 1956: Das Stacheltier: Der weiche Artur (Drehbuch)
- 1966: Pankoff (Buch mit Harry Hornig)
- 1971: Der Mann, der nach der Oma kam (Szenarium, Darsteller)
- 1977: Polizeiruf 110: Des Alleinseins müde (Darsteller)